# 蕭小M
蕭小M（1992年7月14日—），台灣女網路歌手、網路主播。帶動唱類型歌手，憑演唱一首義大利Il Pulcino Pio改編歌曲小雞嗶嗶爆紅。曾翻唱小蘋果、大叔不要跑、兄弟難當和小雞小雞等歌曲。

## 記錄
- 2014年9月由本人上傳到YouTube演唱小雞嗶嗶的影片超過500萬人次瀏覽。
- YouTube 頻道訂閱人數已25萬多。
- FaceBook 點讚人數已24萬多。

## 外部連結
- 蕭小M的Facebook專頁 （页面存档备份，存于）／新浪微博
- 蕭小M的17直播頻道 （页面存档备份，存于）
- （繁體中文）YouTube上的蕭小M